# Reang
Els reang o bru són un poble del nord-est de l'Índia que viuen majoritàriament a Mizoram, però n'hi ha també a Tripura i Assam.
El moviment dels reang va començar el 1989 quant tres joves (Sawibunga, un graduat de la NEHU, Lalrinthangga, un estudiant, i Ramawia, un professor de primària) al·legant la manca de respecte a la cultura reang van decidir formar la Unió Popular Reang (Reang Peoples Union, RPU) el setembre de 1989 demanant al govern de Mizoram coses com programes de ràdio, reserva de llocs de treball públics pels reang, i nomenament d'un reang a l'assemblea legislativa (quan Mizoram va esdevenir territori dos líders reang, Zoduha i Lalnunzira, havien estat nomenats legisladors).
La RPU va agafar més tard el nom d'Associació Sociocultural Bru (Bru Socio-Cultural Association, BSCA) el desembre de 1989, i va demanar la inclusió dels reang a la llista de minories tribals. La BSCA va crear una plataforma política el juny de 1990, la Convenció Democràtica Reang (Reang Democratic Convention, RDC). La RDC va esdevenir el 1991 el Partit de la Convenció Democràtica Reang (Reang Democratic Convention Party).
Els reang de Mizoram i els de Tripura van entrar en contacte i al cap d'un temps van establir el nom bru com a denominació ètnica nacional.
Les autoritats de Mizoram deien que els chakma eren emigrants de Bangladesh i els reang de Tripura i Assam, i en l'oposició destacava el Mizo Zirlai Pawl, ala juvenil del Front Nacional Mizo. El desembre de 1994 Sawibunga va fundar la Unió Nacional Bru (Bru National Union BNU).
Una zona poblada pels bru fou declarada pel govern reserva protegida de tigres, alguns joves van agafar les armes i van matar a un oficial mizo prop de Persang (1996), provocant les represàlies dels mizos, que van cremar alguns pobles reang i van provocar la fugida de més de 30000 reang cap a Tripura.
La BNU va demanar in consell autònom de districte i va rebre el suport de l'altra organització dels reang, el Partit de la Convenció Democràtica Reang (Reang Democratic Convention Party, RDCP), però la proposta fou rebutjada i la Mizo Zirlai Pawl (MZP) i la Young Mizo Association (YMA) es declaraven totalment en contra.
El 1997 es va formar el Front d'Alliberament Nacional Bru (Bru National Liberation Front), i poc després el Front d'Alliberament Bru de Mizoram (Bru Liberation Front of Mizoram, BLFM)